# Pierre Unik
Pierre Unik (5 janvier 1909 à Paris - 27 février 1945 à Grenzbauden, en Tchécoslovaquie) est un écrivain, poète et journaliste français.

## Biographie

### Études
Il est le fils de Marie Keesing, née en 1871, originaire des Pays-Bas, et de Tibias Unik, né en 1868 en Pologne. À Paris, Pierre Unik est dans la rue lors des manifestations du 1er mai 1919 et il assiste aux émeutes qui se déroulèrent boulevard Magenta où il entend pour la première fois chanter L’Internationale.
En 1921, il commence ses études secondaires au Lycée Louis-le-Grand. Le seul camarade de cette époque qu’il gardera est Jean Delannoy, qui deviendra réalisateur et scénariste. En 1923, il obtient le premier prix de version grecque et le premier prix de thème de latin alors qu’il était en 3e A. Il rédige durant cette année ses premiers textes, comme en témoigne un manuscrit qu’il donne à René Char, annoté « ...écrit en classe en 1923 ».

### Le Surréalisme
Au début du mois de septembre 1925, il écrit à André Breton et lui adresse des textes qu’il espère voir publier dans la Révolution surréaliste. Breton qui les lit avec beaucoup d’intérêt lui répond le 16 : « Je serais heureux de vous connaître et de vous faire part de l’idée que je me fais, en matière surréaliste et révolutionnaire, de la collaboration ». Ils se rencontrent fin septembre ou début octobre. En novembre, outre des poèmes, Unik donne à Breton lors de leurs premières entrevues des textes plus personnels reflétant sa révolte. André Breton séduit par sa fougue invite le jeune garçon au Café Cyrano, 82 boulevard de Clichy où les surréalistes se retrouvent. Unik voit dans le surréalisme, avec tout l’idéalisme qu’un adolescent pouvait y placer, la seule issue, la seule possibilité : lui le révolté va pouvoir devenir un révolutionnaire.
Lors des réunions quotidiennes au Cyrano, les surréalistes l'accueillent comme le petit protégé et l’invitent à poursuivre l’aventure. Il fraternise avec chacun : les aînés, Benjamin Péret, Louis Aragon et Paul Éluard, comme ceux de sa génération, Jacques Prévert, Raymond Queneau et  Maxime Alexandre qui évoque dans ses souvenirs sa rencontre avec « ... le plus jeune et dernier venu parmi les surréalistes ... » dont il devient le camarade. « [Il] avait seize ans lorsqu'il est venu rejoindre le groupe surréaliste. Il était juif. Son beau visage à la peau mate et aux yeux bruns, que Modigliani aurait aimé peindre, exprimait à la fois la gravité de l’enfance et la sagesse souriante et un peu mélancolique des errants de la terre. Si je devais le définir par une entité, je dirais : Pierre Unik ou la droiture ».[réf. nécessaire]
Pierre Unik à cette époque fait également la connaissance de Georges Sadoul de qui il restera l’ami toute sa vie. En 1925, avec ses seize ans, il est le plus jeune membre du groupe ; Sadoul, né le 4 février 1904 a vingt et un ans, François Gérard (pseudonyme de Gérard Rosenthal) vingt-deux, Jacques Prévert vingt-cinq et Queneau vingt-deux ans. Jacques Baron, benjamin du premier groupe surréaliste en 1924, a vingt ans. Les jeunes gens partagent leur temps entre le Cyrano place Pigalle, l’atelier de Breton rue Fontaine et une maisonnette à Montparnasse au 54 rue du Château où logent Marcel Duhamel, Jacques Prévert et Yves Tanguy.
En mars 1926, il publie son premier texte dans le sixième numéro de La Révolution surréaliste. Il avait terminé ce récit-poème, titré Vive la Mariée le 2 décembre 1925, inspiré par les films comiques. L’influence du cinéma est importante pour les surréalistes, et certainement encore plus pour Pierre Unik. En octobre, il participe à sa première manifestation publique avec les surréalistes. Du 22 au 31 octobre est organisé au Musée Galliera le Salon du Franc où exposent des artistes étrangers vivant à Paris, suivi d’une vente aux enchères dont le produit doit symboliquement venir en aide au gouvernement pour la défense de la monnaie qui se dévaluait. Les surréalistes qui jugent la participation des artistes comme une trahison et qui sont contre la signification politico-sociale du redressement du franc décident d’aller manifester au cours de la vente le 29. Alors qu’est proposée une œuvre de Brancusi, Breton intervient en injuriant le sculpteur et ses complices sortent des sifflets et bousculent les chaises pour interrompre la vacation, à la stupéfaction du public.
Le 14 janvier 1927, il devient membre du Parti communiste, en même temps qu’André Breton, Louis Aragon, Benjamin Péret, Paul Eluard, Georges Sadoul et Marcel Noll. En avril, il rédige avec Breton, Aragon, Péret et Eluard le texte expliquant leur adhésion au Parti Communiste. Cette déclaration paraîtra le mois suivant, sous le titre Au Grand Jour.
À son retour à Paris en septembre, Unik prend la défense de Charlie Chaplin en signant avec le groupe de Breton la déclaration Hands off love. Ayant cessé de travailler pour la Société Industrielle de Lyon, il trouve un emploi aux Films Diamant-Berger, grâce à une lettre d’introduction d’Antonin Artaud. Le 1er octobre, il publie dans le numéro 9-10 de La Révolution surréaliste le poème Opaque. Le 23, il signe le tract Permettez !.
André Thirion arrive à Paris en novembre où son ami Georges Sadoul lorrain comme lui, le présente à Pierre Unik et aux surréalistes, l’accompagnant au Cyrano et rue du Château. Au début de l’année suivante Sadoul et Thirion reprendront le bail de cette petite maison qui continuera à être un lieu de convergence pour les amis de Breton. Unik comme les autres fréquente à toute heure du jour et de la nuit ce repaire où l’on se rencontre pour discuter, rire, signer des manifestes, dessiner, chanter ou boire dans la plus grande insouciance.
Il participe entre le 27 janvier et le 6 mai 1928 à six des sept premières soirées consacrées aux Recherches sur la sexualité. Le 2 juin, la deuxième représentation du Songe d'August Strindberg mis en scène par Artaud au théâtre de l’Avenue, rue du Colisée, est chahutée par les surréalistes au prétexte que ce spectacle est subventionné par l'Ambassade de Suède et joué devant un parterre d'officiels et de personnalités. À cette occasion, Unik et Artaud en viennent aux mains, altercation que relèvera Breton dans son Second Manifeste du surréalisme et Artaud dans sa plaquette de présentation du Théâtre Alfred Jarry qu’il publiera en 1930.
En mars 1929, il est présent lors de la réunion le 11 au Bar de la rue du Château. Quatre ans après son adhésion au mouvement, il apparaît dans ces discussions comme un surréaliste convaincu, étant un des plus fidèles à Breton dont il subit la forte influence, lui accordant son plein soutien et adoptant ses positions. Le 6 juin sort le film de Buñuel Un chien andalou. C’est après cette projection que le cinéaste est admis aux réunions quotidiennes des surréalistes au Café Cyrano. C’est là, dans ce bistrot de Pigalle que Buñuel fait la connaissance de Pierre Unik dont il dresse dans ses souvenirs un émouvant portrait : « Aujourd’hui oublié, Pierre Unik me semblait un merveilleux jeune homme (j’avais cinq ans de plus que lui), ardent et brillant, un ami très cher. Fils d’un tailleur juif qui se trouvait aussi être rabbin, mais pour sa part incroyant total, il fit un jour part à son père de mon désir – nettement exprimé, pour scandaliser ma famille – de me convertir au judaïsme. Son père accepta de me recevoir mais au dernier moment je préférai rester fidèle au christianisme ». Cette rencontre avec Buñuel est l’occasion pour Pierre Unik de faire la connaissance de Salvador Dalí, dont il deviendra également l’ami.
En octobre, il signe la déclaration collective qui parait le 15 dans Variétés, prenant la défense de l’écrivain belge Albert Valentin. À la fin du mois, il est appelé pour faire son service militaire. Il écrit le texte anti-militariste La Prière du soldat qui paraitra anonymement dans La Révolution surréaliste en décembre.
Le 30 mars 1930, toujours à l’armée, il signe le second prière d’insérer du Second manifeste du surréalisme, déclaration collective répondant au tract Un Cadavre rédigé contre Breton. À sa démobilisation fin octobre, il trouve un emploi aux Disques Parlophone, rue du Temple à Paris, place qu’il n’occupera que quelques mois. En rentrant à Paris, il était persuadé de la nécessité de rejoindre le Parti Communiste. En novembre, il participe aux trois séances surréalistes de recherche sur la sexualité, au début du mois et les 24 et 26. Le 30, il assiste très certainement à la première du film de Luis Buñuel L'Âge d'or, au Studio 28, pour lequel il avait signé avec les surréalistes les textes du programme édité à l’occasion et en décembre, il adhère donc pour la seconde fois au Parti communiste. Il signe avec le groupe surréaliste le tract protestant contre l’interdiction du film de Buñuel.
De juin à décembre 1931, il accepte une place aux Docks rémois, entrepôt d’alimentation et d’épicerie, rue Léon Faucher à Reims. Il fait également partie du bureau du rayon de Reims où il milite et apprend à se familiariser avec les rouages et l’organisation interne du Parti. Le 30 août, il reçoit la visite à Reims de Nusch et Paul Éluard, à qui il annonce son projet d’éditer un recueil de poèmes, Le Théâtre des nuits blanches, sur lequel il avait travaillé durant cet exil rémois. Le 25, alors qu’il est toujours à Reims sort son livre qu’il dédie à André Breton et Paul Éluard. Cela sera le seul livre de Pierre Unik paru de son vivant.
De retour à Paris fin décembre, il devient trésorier dans son ancienne cellule, poste qu’il occupe durant plusieurs mois. Sa photo figure sur le collage Au rendez-vous des amis réalisé cette année-là par Max Ernst, au côté des portraits de Tanguy, Aragon, Giacometti, Crevel, Sadoul, Ernst, Dali, Tzara, Péret, Buñuel, Eluard, Char, Alexandre, Man Ray et Breton. L’œuvre sera reproduite sous ce titre en décembre 1931 dans le quatrième numéro du Surréalisme au service de la révolution avec les photos de tout le groupe. Mais trois ans plus tard le collage qui était alors dans la collection d’André Breton subira une curieuse modification, témoignant de la détérioration des rapports entre Pierre Unik et l’auteur de Nadja : en 1935, l’écrivain collectionneur vendra le collage rebaptisé Loplop présente les membres du groupe surréaliste au Museum of Modern Art de New York en ayant préalablement pris soins de retirer la photo de Pierre Unik...
En 1932, Pierre Unik est au chômage plusieurs mois avant de trouver une place de courtier dans l’agence de publicité Hermès, 25 rue Bergère à Paris pour le Guide de l’acheteur dans l’Humanité. En parallèle, il fait à Joinville-le-Pont de la synchronisation de façon intermittente aux Studio Paramount où travaille également Luis Buñuel. Durant cette période, il milite du Comité de chômeurs du 10e arrondissement, et fait partie du bureau de la Ligue anti-impérialiste qu’il abandonnera faute de temps.
Le 16 janvier 1932, Aragon est inculpé de provocation au meurtre à la suite de la publication de son poème Front rouge édité en juillet 1931 dans la revue Littérature de la révolution mondiale. Les surréalistes, Pierre Unik avec eux, réagissent à cette accusation qui expose l’écrivain à cinq ans d’emprisonnement en publiant le tract L'Affaire Aragon, conçu également pour recueillir les signatures de soutien d’intellectuels et d’artistes. De son côté, le PC et L’Humanité estime que le groupe profite de l’affaire pour se faire de la réclame.
En février Maxime Alexandre, Pierre Unik, Louis Aragon et Georges Sadoul sont pris entre les reproches de Breton et la politique du PC. À la fin du mois, André Breton fort des signatures recueillies en faveur d’Aragon publie la brochure Misère de la poésie dans laquelle il affirme la totale adhésion du surréalisme au Parti Communiste. En mars, à la sortie de Misère de la poésie, Aragon se désolidarise de Breton et annonce le 10 dans L’Humanité être totalement étranger à sa publication. Mais pour Pierre Unik, la décision n’est pas aussi facile à prendre : doit-il poursuivre dans la voie surréaliste, ou au contraire doit-il grandir dans la ligne dictée par le Parti et évoluer vers la révolution prolétarienne ?
Il est certain qu’à ce moment il est un peu déçu par l’attitude de Breton, et probablement désappointé par son incapacité à s’engager clairement dans la voie communiste. Même si des amitiés fortes se sont nouées avec certains surréalistes, il sent bien que la nécessité d’action qui l’a toujours animé est plus du côté de la politique du Parti que de celui des théories de Breton. Les surréalistes font eux paraître Paillasse, brochure qui met fin à leur relation avec Aragon et que le jeune homme ne se résout pas à signer. Le Parti communiste, le 17, fonde l’Association des écrivains et artistes révolutionnaires (AEAR) présidée par Paul Vaillant-Couturier, qui accueillera le poète dissident.
En avril 1932, au pied du mur, il hésite toujours sur la conduite à tenir. Il lui semble clair que l’AEAR, dont l’idée avait déjà été ébauchée par Breton et Thirion dès 1930, est le chaînon entre le surréalisme et le communisme, et qu’il pourra agir dans cette nouvelle organisation en accord avec ses principes. Le 5, il rédige avec Maxime Alexandre le tract Autour d'un poème, essai de conciliation des deux positions. Mais malgré l’analyse objective de leur texte qui critique l’idéalisme surréaliste mais aussi les contradictions de l’AEAR, la cause est entendue et cette ultime tentative est un échec. La sincérité d’Unik dans sa dernière tentative explique ce qui ne sera qu’une bifurcation : chacun continue sa route, et sa voie sera maintenant communiste avec Aragon, Buñuel et Sadoul.

### L'éloignement du surréalisme
S’écartant donc du surréalisme, Pierre Unik adhère à l’AEAR qui lui offre un terrain d’action correspondant mieux à ses aspirations révolutionnaires. L'association qui regroupe alors Léon Moussinac, Charles Vildrac, Francis Jourdain et des intellectuels de la Gauche française a pour ambition la recherche d'une culture populaire engagée dans le combat politique. Il rejoint début août Buñuel à San Sebastián en Espagne où il travaille avec son ami à l’adaptation du roman d’Emily Brontë Les Hauts de Hurlevent qui doit être son prochain film. De retour à Paris, il reçoit le 16 août une lettre de Buñuel lui annonçant que le scénario est presque terminé et qu’il a déjà pris contact avec Pierre Braunberger, producteur en 1929 d’Un chien andalou, qui est prêt à s’occuper de ce nouveau film. Buñuel prévient Unik qui est assez impliqué dans ce projet : « Tu auras bien deux ou trois mois de travail cet hiver ».
En septembre 1932, Buñuel revient à Paris, ayant obtenu un emploi à la Paramount pour superviser la traduction des films américains en espagnol, poste qu’il occupera jusqu'à la fin de l’année. Il se lance alors avec Unik dans un nouveau projet : la réalisation d’un documentaire sur une région particulièrement déshéritée au sud-ouest de la péninsule ibérique, Las Hurdes. À l’origine du film, un voyage au printemps 1932 d’Yves et Renée Allégret avec Eli Lotar en Espagne. Allégret avait été passionné par la lecture de l’ouvrage de Maurice Legendre, Las Jurdes édité en 1927 qui décrivait cette contrée. Les deux hommes décident alors d’y consacrer un court-métrage, mais à peine arrivé, ils sont arrêtés et expulsés en France comme « dangereux communistes ». Ne pouvant réaliser ce projet, Allégret passe le sujet à Luis Buñuel qui s’enthousiasme pour ce film et obtiendra à l’automne l’autorisation de tournage du gouvernement républicain.
En décembre Pierre Unik et Buñuel travaillent encore aux Hauts de Hurlevent, mais comme le rappelle Braunberger dans ses souvenirs, faisant face en cette période à des difficultés financières, il est contraint d’abandonner le film. En revanche, Unik et Buñuel poursuivent leur collaboration pour Las Hurdes dont ils projettent le tournage pour l’année suivante.

### Unik et Buñuel
Le 27 mars 1933, Buñuel donne rendez-vous à Pierre Unik pour un dîner chez lui avec Man Ray et Éli Lotar, afin de faire le point sur le film. C’est vers cette époque que Breton demande à Buñuel un texte, La Girafe, qu’il rédige très rapidement en espagnol. Il sera publié le 15 mai, traduit par Pierre Unik, dans le sixième numéro du Surréalisme au service de la révolution. D'avril à mai le film est tourné. Unik est l'assistant de Buñuel ; Éli Lotar son opérateur. Man Ray, pressenti, ne fut finalement pas de l’aventure.
Le 16 avril, Buñuel qui les avait précédé là-bas écrit avec Ramón Acín Aquilué à ses deux amis français d’avancer leur départ pour l’Espagne via Madrid : « Le pays merveilleux beaucoup plus de ce qu’on pouvait imaginer ». Il annonce à ses collaborateurs le début du tournage pour le 24 avril à La Alberca, afin de filmer une fête splendide qui s’y déroule. Ils tourneront lors de ces réjouissances la fameuse scène au début du film de l’arrachage de la tête d’un coq par les nouveaux mariés du village, que la censure supprimera. L’équipe de tournage est très réduite, et le film est tourné grâce à une caméra prêtée par Yves Allégret, alors assistant chez Pierre Braunberger.
Le tournage du film se termine le 22 mai et Pierre Unik rentre à Paris. Cette première expérience cinématographique est pour Pierre Unik une découverte. Très amateur de cinéma depuis son plus jeune âge, sa participation active à l’élaboration d’un film ravive sa fascination et l’incite à poursuivre dans cette voie. Georges Sadoul se souvient qu’à son retour, Unik faillit devenir l’assistant de René Clair. Alors qu’il était en Espagne avaient paru deux poèmes de lui dans Le Surréalisme au service de la révolution, sa dernière contribution à une revue surréaliste.

### L'après Breton
En juin-juillet 1933, Unik rompt avec André Breton et Paul Éluard. Il rédige le texte de son reportage sur Las Hurdes, qu’il soumet à Lucien Vogel pour le magazine Vu. Ce dernier le gardera sans le publier durant plus d’un an et demi. Le jeune écrivain journaliste propose également - avec plus de succès - des textes à L’Humanité et à Regards, dirigé par Moussinac et qui était l’hebdomadaire illustré du Parti communiste. Son comité directeur est alors composé de Romain Rolland, Maxime Gorki, André Gide, Henri Barbusse, Charles Vildrac, Eugène Dabit, André Malraux, Isaac Babel et Vladimir Pozner. Unik figure dans la liste des principaux collaborateurs de cette revue, dans le numéro 22 du 20 juillet.
Il commence en octobre à publier des articles dans la revue Commune. Cette année-là, Pierre Unik et Luis Buñuel collaborent à un nouveau projet du Parti Communiste : une adaptation des Caves du Vatican.
En février 1934, il couvre pour Regards les évènements à Paris : il est présent lors des manifestations antiparlementaires organisées par des groupes de droite et les ligues d’extrême droite qui tournent à l'émeute sur la place de la Concorde le 6, et le 7. Durant les jours suivants, il suit les contre-manifestations auxquelles participent les socialistes et les communistes. 
Il rédige en mars avec Buñuel une première version française du commentaire de Las Hurdes. Pour élaborer ce texte, les deux amis reprennent comme base l’article d’Unik écrit en juillet 1933 dont on retrouve certains passages. Buñuel sur les conseils de Ramon Acin décide alors de diffuser le film et le présente à Gregorio Marañon, le président du conseil supérieur de Las Hurdes. Celui-ci devant un tel plaidoyer contre la misère de sa région prend peur et bloque la sortie du film qui n’obtient pas d’autorisation d’exploitation. En avril, il organise avec Buñuel une projection privée de Las Hurdes pour André Gide, le film restant interdit en Espagne.

### Rédacteur àL'Humanité
En mai 1934 Unik quitte son emploi à la Fraction parlementaire du Parti Communiste pour devenir à partir du 20 rédacteur à L’Humanité, appelé par Paul Vaillant-Couturier. Là, il apprend son métier de journaliste, s’occupant de la rubrique des faits divers où avait aussi travaillé Aragon. Il fréquente également Marcel Cachin et Jacques Duclos ainsi que tous les écrivains collaborant au journal. À cette époque il s’implique de plus en plus dans son activité de militant, faisant partie de la Confédération générale du travail unitaire, du Secours rouge international et de la Libre pensée prolétarienne.
À partir du numéro 13-14 du mois de septembre, il devient secrétaire de rédaction de la revue de l’AEAR Commune avec Louis Aragon, Paul Nizan, Vladimir Pozner et Gérard Servèze. Il occupe cette fonction jusqu’en octobre 1935, date à laquelle Aragon dirigera seul la revue. Unik collabore régulièrement à cette publication, écrivant des articles, des poèmes, des comptes rendus de livres et de films. Il y tiendra entre janvier et octobre 1938 une chronique titrée « D’un monde à l’autre », et ne quittera la revue qu’à sa mobilisation en septembre 1939.
En février 1935 paraît dans Vu son texte « Chez le sultan des Hurdes » qu’il avait écrit à la suite du tournage du film avec Buñuel. L’article qui parait sur deux numéros, illustré de photos tirées du film, est cependant censuré, amputé de plusieurs chapitres et certains passages anti-religieux. Unik signe la protestation Les écrivains contre les deux ans critiquant la loi allongeant la durée du service militaire, manifestant son désaccord avec la politique de préparation de la guerre du gouvernement français. Cette déclaration paraît dans le numéro d’avril de Commune.
Il quitte en décembre la rédaction de L’Humanité pour participer à l’élaboration de La Vie est à nous. Sous l’impulsion de Jacques Duclos et de Louis Aragon, le film avait été commandé par le Parti communiste à Jean Renoir et à Jean Paul Le Chanois en vue de la campagne pour les élections de mai 1936. Unik rédige plusieurs parties du scénario, dont l’une met en scène un jeune chômeur intellectuel, ce qu’il avait été.

### Rédacteur en chef deRegards
Le 15 février 1936, il fait la connaissance de Josie Le Flohic qui deviendra sa femme. En mars, le film La Vie est à nous est tourné à Bourron-Marlotte en Seine-et-Marne, Porte de Montreuil à Paris et aux studios Pathé. Comme beaucoup des collaborateurs du film dont la production avait été confiée à la coopérative cinématographique Ciné-Liberté, la coopérative cinématographique du Parti Communiste, Pierre Unik y tient un rôle, celui du secrétaire de Marcel Cachin.
Il est appelé en avril par Léon Moussinac alors directeur de Regards, pour devenir rédacteur en chef de cet hebdomadaire illustré financé par le Parti communiste. Il occupera ce poste jusqu’à sa mobilisation en 1939. Grâce à son travail acharné, Pierre Unik contribua à donner à Regards uns des premières places de la presse française. Il retrouve alors Romain Rolland, Aragon, Barbusse, Gide, Emmanuel Bove, Eugène Dabit, Tzara, Jean Cassou, Vaillant-Couturier et Pablo Picasso qu’il avait connu à l’AEAR, et aussi les photographes Robert Capa, David "Chim" Seymour, Denise Bellon et Henri Cartier-Bresson qui débutent alors.
En mai, il couvre pour Regards les élections législatives et le triomphe du Front populaire conduit par Léon Blum. Il témoignera de cette victoire dans un article enthousiaste publié le 7. En septembre, Buñuel vient à Paris pour travailler à l’Ambassade d’Espagne, préparant le pavillon espagnol de l’exposition internationale de 1937. Grâce à son poste, il obtient de l’Ambassade le financement pour la sonorisation de son film Las Hurdes. Le 21 novembre, le film, tourné en 1933,  obtient enfin son visa de censure après la suppression de la partie où les cavaliers arrachent la tête d’un coq. Les évènements internationaux préoccupent Pierre Unik, qui signe ce mois là avec tous les intellectuels et artistes sympathisants des Maisons de la Culture l’hommage au diplomate soviétique Litvinov pour son rôle dans la sauvegarde de la paix en Europe.
Le film de Buñuel sort dans les salles parisiennes sous le titre de Terre sans pain en décembre. Le générique annonce Eli Lotar pour la photographie, Pierre Unik et Sanchez Ventura comme collaborateurs.
En juin 1937, il travaille sur un autre film avec son ami Buñuel. Le cinéaste espagnol avait été pressenti par le Subsecretaria de Propaganda del Gobierno de la Republica pour réaliser un film militant sur les événements qui secouent l’Espagne. Il signe donc un montage de différentes images montrant l'avènement du Front populaire espagnol, son soutien par la population, l'agression étrangère et la résistance de la République. Pierre Unik avec Luis Buñuel en fait le commentaire qui est enregistré par Gaston Modot. Ce documentaire sort en France sous le titre d’Espagne 1937 produit par Ciné-Liberté.
Unik est très absorbé par sa fonction de rédacteur en chef de Regards, écrivant parfois anonymement pour le journal. Il commence cependant depuis l’année précédente à travailler à son roman Le héros du vide. Le 15 janvier 1938, il signe « l’Appel pour le Front Populaire », déclaration adressée par l’association des Maisons de la culture et le journal Vendredi  au gouvernement de Camille Chautemps à l’occasion de la crise ministérielle. Ce texte est publié dans Commune le mois suivant.
Le 28 janvier sort le film Le Temps des cerises dont il a cosigné le scénario avec Jean-Paul Le Chanois. C’est encore à l’initiative du Parti Communiste que ce long-métrage voit le jour. Après le succès de La vie est à nous, Jacques Duclos demande à Pierre Unik et à Jean-Paul Le Chanois d’écrire le scénario de cette nouvelle production.
Témoin de l’emballement des événements qui secouent la France, Pierre Unik écrit en février dans Commune l’article « Le Roman, le documentaire, la haine » sur l’influence de la politique chez les écrivains, abordant la question de la place du poète. Dans cet article important, il expose également la place prise par le cinéma dans lequel il s’implique de plus en plus et qu’il considère maintenant comme l’un de ses propres moyens d’expression.

### Autres participations
En juin 1938 sort Victoire de la vie, documentaire réalisé par Henri Cartier-Bresson et Herbert Kline sur l'entraide médicale en Espagne, dont le commentaire est signé par Pierre Unik. Le film tourné fin 1937 est projeté pour la première fois le 30 Salle Pleyel à Paris. Durant l’été, il poursuit sa collaboration avec Georges Sadoul, Henri Cartier-Bresson et Jacques Becker qu’il avait connu sur le tournage de La vie est à nous. Tous travaillent sur le scénario d’un film, L'araignée noire, dont l’action se déroule dans les milieux nationalistes français. À la rentrée, après les accords de Munich, le film est abandonné.
Le 20 octobre, il épouse Marie Joséphine Le Flohic à la Mairie du 15e arrondissement à Paris. En plus de son activité à Regards, Pierre Unik travaille aux Nouvelles Éditions Françaises à Paris. Cette société de production cinématographique avait été créée par Jean Renoir et son frère Claude, pour financer son film La Règle du jeu qui fut un désastre commercial lors de sa sortie durant l'été 1939.
Le 28 février, il est avec Georges Sadoul le témoin du mariage de Louis Aragon et d’Elsa Triolet à la mairie du 1er arrondissement de Paris. En mars, il visite la première exposition personnelle de Pignon à la galerie d’Anjou à Paris, et en fait un compte rendu dans Regards ce même mois.

### La Seconde Guerre mondiale
Il est mobilisé le 4 septembre 1939. Il laisse à sa femme le manuscrit de son roman Le Héros du vide qu’il avait bien avancé en août et qu’elle commencera à dactylographier. Durant son incorporation, Pierre Unik et sa femme entretiendront une correspondance quasi quotidienne, les époux s’envoyant parfois même deux lettres par jour. Ces échanges sont une « conversation » entre eux qui sont séparés pour la première fois depuis leur mariage.
Participant à la défense de la ville, il est fait prisonnier le 19 juin 1940 avec son régiment qui est envoyé à la caserne Blandan à Nancy. Il est transféré le 30 juillet en Allemagne au Stalag VIII A à Görlitz, où il est prisonnier sous le matricule 33026. Il est rapidement affecté dans une unité de travail à Schmiedeberg près de la frontière de la Tchécoslovaque, à environ soixante-quinze kilomètres de Görlitz. Il est au kommando 338 dans une filature où il pèse du lin et surveille les machines textiles en les graissant.
Durant sa captivité, il participe aux activités théâtrales du camp et écrit des poèmes qu’il fait parvenir à sa femme, dont Chant d'exil, Je t'ai quitté etc. Fin juin 1943, il est successivement affecté au kommando 330 L, puis trois semaines plus tard au kommando 330 R, et enfin au kommando 330 F, le service de comptabilité gérant le salaire des prisonniers.
Sa femme Josie s’occupe des textes qu’elle propose, parvenant en décembre à faire publier son poème Chant d’Exil dans Confluence, revue dirigée par René Tavernier. En juin 1944, il parvient à envoyer au Comité de sauvegarde des œuvres de la pensée et de l’art français créées en captivité un cahier de huit poèmes, que Josie ne recevra que l’année suivante. Courant janvier 1945 débute l’offensive russe sur le front de l’est et rapidement les troupes soviétiques se retrouvent à une centaine de kilomètres de Schmiedeberg. Devant cette menace, les Allemands donnent l’ordre de se tenir prêts à évacuer les prisonniers vers l’ouest. Pierre Unik, craignant ce repli, décide de s’évader avec un camarade pour rejoindre les Russes. Avant de partir, il cache dans un sac les lettres qu’il avait reçues, ses livres, ses cahiers de notes écrit durant ces cinq ans de captivité et ses photos – documents perdus aujourd’hui.
Le 13 février, les deux hommes parviennent à se procurer des vêtements civils et quittent Schmiedeberg en se cachant dans une voiture pour se réfugier dans les bois environnants, attendant l’arrivée des libérateurs. Mais l’offensive russe est arrêtée à une trentaine de kilomètres de la ville et les deux fuyards se retrouvent en pleine forêt par une température hivernale. Un peu plus tard, le compagnon d’évasion de Pierre Unik est repris par les Allemands qui le reconduisent au camp sans le punir. Il écrira à Josie Unik que son mari avait décidé de passer la frontière tchèque par la montagne à Grenzbauden (un village aujourd'hui connu comme Pomezní Boudy (cs)). On ne le retrouvera jamais.
Malgré toutes les démarches entreprises, auprès du ministère des Anciens Combattants et Victimes de la guerre, du Comité d’aide aux prisonniers et déportés de la presse parisienne et du Secrétariat du Stalag IIIA à Paris, Josie n’apprend rien sur le sort de Pierre. La Tchécoslovaquie est désormais en zone russe et les autorisations de s’y rendre afin poursuivre les recherches sur place sont très difficiles à obtenir. En février de l’année suivante, Josie ira elle-même à Prague aidée par Éli Lotar pour essayer de retrouver des traces de son mari ou les documents qu’il avait laissé là-bas, sans succès.
Après douze ans, le 15 octobre 1957, la mairie du 10e arrondissement de Paris déclare Pierre Unik décédé le 27 février 1945 à Grenzbauden, en Tchécoslovaquie.

## Hommage
Le poème de Louis Aragon Le Prix du Printemps (1945), publié dans Le Roman inachevé, lui rend hommage.
Pierre Unik est un personnage du film d'animation Buñuel après l'âge d'or (2018).

## Publications
- Le Théâtre des nuits blanches, Éditions Surréalistes, 1931
- Le Héros du vide (roman inachevé), Les Éditeurs français réunis, 1972
- Chant d'exil (poèmes), Les Éditeurs français réunis, 1972[4].